# Chiesa di San Giuseppe delle Monacelle
La chiesa di San Giuseppe delle Monacelle era un luogo di culto di Modugno (BA) che sorge in Piazza Romita Vescovo.

## Storia
È sorta dall'ampliamento dalla preesistente Chiesa di Sant'Eligio costruita nel 1518, quando Modugno era ducato retto dalla regina Bona Sforza, su terreno donato da Bisanzio Pilolli (vedi Palazzo Pilolli (Modugno)).
Nel 1519 viene costruito, accanto alla chiesa di Sant'Eligio un ospedale per i poveri, successivamente trasformato in educandato per le fanciulle: il Conservatorio di Sant'Eligio. Nel 1640, le educande si trasferirono nel Monastero di S. Croce e nel 1673, grazie al notabile modugnese Giampietro Maranta (vedi Palazzo Maranta (Modugno)) si trasformò nel Convento delle Clarisse, con il nome di Santa Maria della Purità. Nel 1681 vi presero i voti le 24 novizie e venne stabilita la clausura. 
Mentre il Monastero di S. Maria della Croce era detto delle “Monache Grandi” perché vi prendevano il velo le figlie delle famiglie più importanti, qui prendevano il velo le figlie delle famiglie meno abbienti; pertanto venne definito popolarmente Convento delle Monacelle.
La chiesa di Sant'Eligio venne ampliata nel 1689 e dedicata a San Giuseppe; la consacrazione avvenne il 7 giugno 1765 in presenza del vescovo di Ruvo, Pietro Ruggero. Il Convento venne soppresso nel 1866, ma venne concesso ad uso delle monache sino al 1909 quando morì l'ultima di esse: Francesca Grillo. Da quel momento, di proprietà demaniale, venne lasciato al degrado. Tra il 1913 e il 1918 ospitò la Confraternita di San Francesco Saverio, che nel 1918 prese il nome di Confraternita del Preziosissimo Sangue. Durante la prima guerra mondiale, ospitò delle truppe. Dopo di che, per le sue condizioni di fatiscenza che minacciavano la salubrità del quartiere circostante, la struttura del monastero venne abbattuta nel 1941, su disposizione del podestà Nicola Vernola datata 28 dicembre 1940. Nel 1964 vennero rimosse tutte le strutture superstiti del monastero per lasciare spazio a un mercato ittico.
Al contrario dell'annesso monastero, la Chiesa di San Giuseppe non venne abbattuta ma la sua struttura venne molto danneggiata, nel corso del tempo, dall'abbandono e dalle infiltrazioni d'acqua.

## Descrizione
La facciata si innalza su tre livelli e il portone ligneo intagliato risale al 1703. Il portone e sormontato da una trabeazione e da un timpano triangolare spezzato che comprende una nicchia con la statuetta di S. Giuseppe che regge in una mano Gesù e nell'altra dei gigli; la nicchia è sormontata da un altro piccolo timpano. Nella trabeazione vi è l'iscrizione: VIRGINIS HIC SP_SUS C_ IESUS VIRGU RETEX_T – VIRGINEIS SERTS LILIA FRAGA R_SAS – 1689 (traduzione italiana: Qui il casto sposo della vergine reintrecciò con Gesù, in virginei serti, gigli, fragole e rose – 1689). Diverse finestre si aprono nella facciata e nelle pareti laterali. Sul lato sinistro si innalza l'elegante campanile barocco a due ordini.
L'interno, a navata unica, misura 12,20 metri di lunghezza e 9,410 di larghezza. è molto riccamente decorata con inserti marmorei e con affreschi. Ha volta a botte con lunette. Molto bello è il pavimento maiolicato. Le preziose tele che erano custodite nella chiesa e nel monastero, in parte sono andate disperse, in parte sono state trasferite nella chiesa di Maria Santissima Annunziata; queste tele appartengono alla scuola barocca di Corrado Giaquinto.
L'altare maggiore marmoreo risale alla seconda metà dell'Ottocento, ad opera dell'ingegner Carella, ed è in stile rinascimentale. Esso venne consacrato dall'arcivescovo Clary ed ha sostituito il precedente altare ligneo, in stile barocco, che venne portato nella Chiesa di Santa Maria di Modugno e, quando questa subì un crollo, venne depositato nella Chiesa Matrice.

## Alcuni dei dipinti che erano custoditi all'interno della chiesa

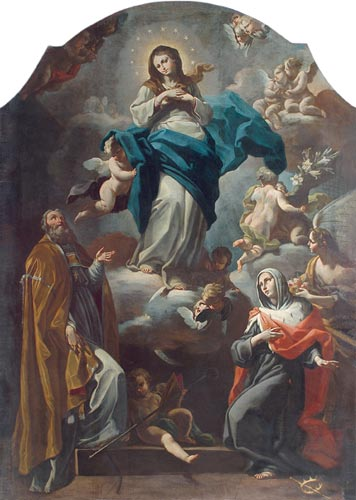
L'Immacolata, dipinto della bottega di Nicola Porta
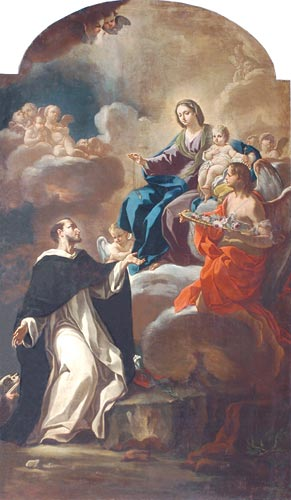
Madonna del Rosario, dipinto della bottega di Nicola Porta
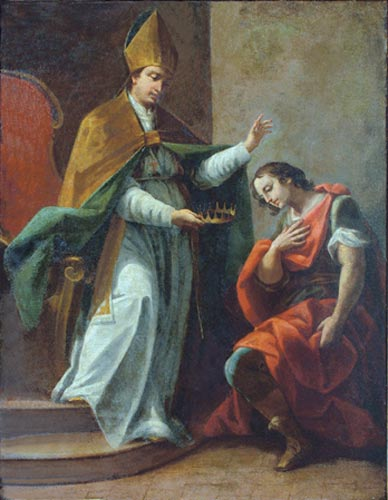
San Luigi dei Francesi, dipinto della bottega di Nicola Porta
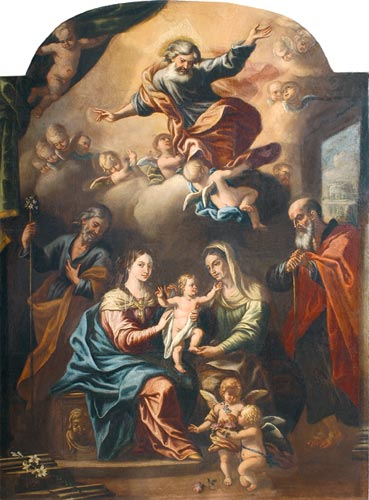
La Santa famiglia, dipinto della bottega di Nicola Porta
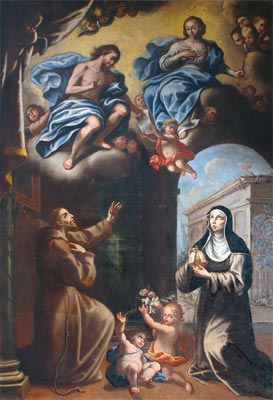
Gesù concede la regola a San Francesco e Santa Chiara, dipinto della bottega di Nicola Porta